# Bundesstraße 304
Die Bundesstraße 304 (Abkürzung: B 304) führt von Dachau nördlich Münchens durch die bayerische Landeshauptstadt über Ebersberg, Wasserburg am Inn und Traunstein bis nach Freilassing an der Staatsgrenze zu Österreich (Stadt Salzburg).

## Geschichte
Die heutige Bundesstraße 304 folgt ungefähr der Route der alten Salzstraße, die von Salzburg und Bad Reichenhall über Wasserburg Richtung München und weiter nach Augsburg führte und die zum Transport des Handelsguts diente. Später verband ein Postkutschendienst über sie München mit Wien.
Die heutige Trasse der B 304 war 1932 Teil der damaligen Fernverkehrsstraße 10 (FVS 10). Während der weitaus längere Teil von Homburg bis Augsburg die Bezeichnung Bundesstraße 10 erhielt, bekam der Streckenabschnitt von München bis Freilassing in der zweiten Phase der Reichsstraßennummerierung die eigenständige Nummer 304. Der Verlauf der Straße wurde nach dem Anschluss Österreichs im Jahr 1938 über Salzburg, Bad Ischl und Bad Aussee bis nach Trautenfels verlängert (nunmehr Salzkammergut Straße B 145), wo sie an der Ennstal Straße B 320 (damals Reichsstraße 318) endete.

## Bundesverkehrswegeplan 2030
Im ersten Referentenentwurf zum Bundesverkehrswegeplan 2030 sind insgesamt sieben Vorhaben zur B 304 genannt. Diese sind in drei Kategorien gelistet:
- Neue Vorhaben – Vordringlicher Bedarf (VB)
- Neue Vorhaben – Weiterer Bedarf mit Planungsrecht (WB*)
- Neue Vorhaben – Weiterer Bedarf (WB)

Drei Projekte sind im vordringlichen Bedarf (VB), ein Projekt im weiteren Bedarf mit Planungsrecht (WB*) und drei Projekte im weiteren Bedarf (WB) eingruppiert. Dabei handelt es sich um folgende Projekte:
| Kategorie | Projektnummer       | Straßen- nummer | Abschnitt                                   | Ausbauziel                     | Länge in km | Investitions- kosten in Mio. Euro | Nutzen- kosten- verhältnis | Umwelt- und naturschutz- fachliche Beurteilung | Städtebauliche Beurteilung | Planungssituation                                            |
| --------- | ------------------- | --------------- | ------------------------------------------- | ------------------------------ | ----------- | --------------------------------- | -------------------------- | ---------------------------------------------- | -------------------------- | ------------------------------------------------------------ |
| VB        | B304-G020-BY        | B 304           | Ortsumfahrung Obing                         | Neubau zweistreifig            | 4,1         | 12,9                              | 3,6                        | mittel                                         | hoch                       | fertiggestellt; Verkehrsfreigabe 17. Juli 2020               |
| VB        | B299-G130-BY-T03-BY | B 304           | Ortsumfahrung Altenmarkt (mit Aubergtunnel) | Neubau zwei- bzw. vierstreifig | 7,8         | 52,6                              | 4,9                        | ohne Angabe                                    |                            | Planfeststellungsbeschluss ergangen                          |
| VB        | B299-G130-BY-T04-BY | B 304           | Ortsumfahrung Nunhausen/Matzing             | Neubau zwei- bzw. vierstreifig | 6,2         | 21,7                              | 7,4                        | mittel                                         |                            | Vorplanung läuft                                             |
| WB*       | B304-G010-BY-T02-BY | B 304           | Ortsumfahrung Steinhöring                   | Neubau zweistreifig            | 4,0         | 22,3                              | >10                        | mittel                                         |                            | ohne Planungsbeginn                                          |
| WB        | B304-G010-BY-T03-BY | B 304           | Ortsumfahrung Tulling                       | Neubau zweistreifig            | 2,8         | 9,7                               | 1,4                        | gering                                         |                            | ohne Planungsbeginn                                          |
| WB        | B304-G010-BY-T04-BY | B 304           | Ortsumfahrung Forsting                      | Neubau zweistreifig            | 3,9         | 11,2                              | 2,2                        | gering                                         |                            | ohne Planungsbeginn                                          |
| WB        | B304-G010-BY-T01-BY | B 304           | Ortsumfahrung Eglharting/Kirchseeon (Süd)   | Neubau zweistreifig            | 9,2         | 48,0                              | 4,7                        | mittel                                         | hoch                       | Umweltverträglichkeits-/ Variantenuntersuchung abgeschlossen |
| Gesamt    |                     |                 |                                             |                                | 38          | 178,4                             |                            |                                                |                            |                                                              |

1. ↑  Ist die Planfeststellung beantragt oder ein Planfeststellungsbeschluss ergangen, kann hinsichtlich der Prüftiefe eine weitere Trassenplausibilitätsprüfung entfallen (Umweltbericht zum BVWP 2030, S. 31 ff.).

Für diese Teilabschnitte wird die Flächeninanspruchnahme wie folgt angegeben:
1. Ortsumfahrung Obing: 12,5 Hektar
2. Ortsumfahrung Altenmarkt (mit Aubergtunnel): 28,1 Hektar
3. Ortsumfahrung Nunhausen/Matzing: 22,8 Hektar
4. Ortsumfahrung Steinhöring: 10,8 Hektar
5. Ortsumfahrung Tulling: 4,9 Hektar
6. Ortsumfahrung Forsting: 10,2 Hektar
7. Ortsumfahrung Eglharting/Kirchseeon (Süd): 27,9 Hektar

Folgende Projektvarianten wurden nicht in den ersten Referentenentwurf aufgenommen. Sie wurden ohne Dringlichkeit eingestuft und waren ausgeschieden:
- B304-G011-BY – München Wasserburg (B 15) (Variante),
- B304-G011-BY-T01V-BY – OU Eglharting/Kirchseeon (Tunnel),
- B304-G011-BY-T02-BY – OU Steinhöring,
- B304-G011-BY-T03-BY – OU Tulling und
- B304-G011-BY-T04-BY – OU Forsting.

Mit „kein Bedarf“ (KB) wurde eingestuft:
- B304-G030-BY – Entlastungstunnel Karlsfeld.

An die Veröffentlichung des Referentenentwurfes schloss sich eine sechswöchige Öffentlichkeitsbeteiligung an. Nach Auswertung der eingegangenen Stellungnahmen lag ein überarbeiteter Kabinettsentwurf vor. Nach der Ressortabstimmung Ende Juli 2016 hat das Bundeskabinett den Plan am 3. August 2016 beschlossen.

## Trivia
Bis zum 30. Juni 2015 bestand für LKW nach dem Bundesfernstraßenmautgesetz (BFStrMG) generell keine Mautpflicht auf der B 304. Seit dem 1. Juli 2018 sind Bundesstraßen für LKW ab 7,5 Tonnen generell mautpflichtig.
Für den Neubau einer vierstreifigen Bundesstraße geht man von folgenden Brutto-Flächenbedarfen (Trassenbreiten inklusive Nebenflächen, Böschungen und Einschnitten) aus:
- ohne Standstreifen: 36 m in ebenem Gelände, 56 m in bewegtem Relief bzw. Niederungsbereich sowie 65 m in stark bewegtem Relief
- mit Standstreifen: 40 m in ebenem Gelände, 60 m in bewegtem Relief bzw. Niederungsbereich sowie 70 m in stark bewegtem Relief.

Bei einer zweistreifigen Bundesstraße sehen die Werte wie folgt aus:
- ohne Standstreifen: 21 m in ebenem Gelände, 33,5 m in bewegtem Relief bzw. Niederungsbereich sowie 39 m in stark bewegtem Relief
- mit Standstreifen: 25 m in ebenem Gelände, 37,5 m in bewegtem Relief bzw. Niederungsbereich sowie 44 m in stark bewegtem Relief.